# Eremobates scopulatus
Espèce
Eremobates scopulatus est une espèce de solifuges de la famille des Eremobatidae.

## Distribution
Cette espèce est endémique des États-Unis. Elle se rencontre en Californie, au Nevada et en Utah.

## Description
Les mâles mesurent de 17,0 à 21,0 mm et les femelles de 24,0 à 29,0 mm.

## Publication originale
- Muma, 1951 : The Arachnid order Solpugida in the United States. Bulletin of the American Museum of Natural History, no 97, p. 31-141 (texte intégral).